# Persone di cognome Williams
| Questa pagina contiene informazioni ricavate automaticamente dalle voci biografiche con l'ausilio del template Bio e di un bot. L'aggiornamento è periodico e automatico e ricostruisce completamente la pagina. Se manca una persona in questa lista, sei pregato di non aggiungerla, ma accertati piuttosto che la sua voce biografica contenga il template Bio e che i dati anagrafici siano correttamente compilati. Se il template Bio manca, inseriscilo tu stesso o, in alternativa, metti l'avviso {{tmp\|Bio}} che ne segnala la mancanza. Se i dati riportati sono sbagliati, correggi direttamente la voce biografica; le modifiche saranno visibili in questa lista entro pochi giorni. Per chiarimenti vedi il progetto antroponimi. La lista contiene solo le 755 persone che sono citate nell'enciclopedia e per le quali è stato implementato correttamente il template Bio. Pagina aggiornata al 23 lug 2025. |

Questa è una lista di persone presenti nell'enciclopedia che hanno il cognome Williams, suddivise per attività principale.

## Allenatori di calcio(7)
- Adrian Williams, allenatore di calcio e ex calciatore inglese (Reading, n. 1971)
- Charles Albert Williams, allenatore di calcio e calciatore inglese (Londra, n. 1873 - Rio de Janeiro, † 1952)
- Danny Williams, allenatore di calcio e calciatore inglese (Maltby, n. 1924 - Newmarket, † 2019)
- Geraint Williams, allenatore di calcio e ex calciatore gallese (Cwmparc, n. 1962)
- Graham Williams, allenatore di calcio e ex calciatore gallese (Henllan, n. 1938)
- Paul Williams, allenatore di calcio e ex calciatore inglese (Burton upon Trent, n. 1971)
- Richie Williams, allenatore di calcio e ex calciatore statunitense (New York City, n. 1970)

## Allenatori di football americano(1)
- Terrell Williams, allenatore di football americano statunitense (Los Angeles, n. 1974)

## Allenatori di pallacanestro(4)
- Buzz Williams, allenatore di pallacanestro statunitense (Greenville, n. 1972)
- Mo Williams, allenatore di pallacanestro e ex cestista statunitense (Jackson, n. 1982)
- Monty Williams, allenatore di pallacanestro e ex cestista statunitense (Fredericksburg, n. 1971)
- Roy Williams, allenatore di pallacanestro statunitense (Marion, n. 1950)

## Allenatori di tennis(2)
- Rhyne Williams, allenatore di tennis e ex tennista statunitense (Knoxville, n. 1991)
- Richard Williams, allenatore di tennis statunitense (Shreveport, n. 1942)

## Allenatrici di pallavolo(1)
- Tionna Williams, allenatrice di pallavolo e ex pallavolista statunitense (Fort Wayne, n. 1996)

## Altisti(1)
- Jesse Williams, altista statunitense (Modesto, n. 1983)

## Animatori(2)
- Alexander Williams, animatore e fumettista britannico (Londra, n. 1967)
- Richard Williams, animatore e regista canadese (Toronto, n. 1933 - Bristol, † 2019)

## Antiquari(1)
- Moses Williams, antiquario e religioso gallese (n. 1685 - Bridgwater, † 1742)

## Antropologhe(1)
- Bianca Williams, antropologa, saggista e attivista statunitense (n. 1980)

## Arbitri di calcio(1)
- Benjamin Williams, ex arbitro di calcio australiano (Canberra, n. 1977)

## Arcivescovi anglicani(1)
- Rowan Williams, arcivescovo anglicano e teologo britannico (Swansea, n. 1950)

## Arcivescovi cattolici(1)
- John Joseph Williams, arcivescovo cattolico statunitense (Boston, n. 1822 - Boston, † 1907)

## Artisti(2)
- Penry Williams, artista gallese (Merthyr Tydfil, n. 1802 - Roma, † 1885)
- Roy Williams, artista e animatore statunitense (Colville, n. 1907 - Burbank, † 1976)

## Astronaute(1)
- Sunita Williams, astronauta e militare statunitense (Euclid, n. 1965)

## Astronauti(5)
- Christopher Williams, astronauta statunitense (New York, n. 1983)
- Clifton Williams, astronauta statunitense (Mobile, n. 1932 - Tallahassee, † 1967)
- Dafydd Williams, ex astronauta e medico canadese (Saskatoon, n. 1954)
- Donald Edward Williams, astronauta statunitense (Lafayette, n. 1942 - † 2016)
- Jeffrey Williams, astronauta statunitense (Superior, n. 1958)

## Astronome(1)
- Elizabeth Langdon Williams, astronoma statunitense (Putnam, n. 1879 - Enfield, † 1981)

## Astronomi(3)
- Iwan P. Williams, astronomo britannico
- Peter Francis Williams, astronomo australiano
- Ryan M. Williams, astronomo statunitense

## Attiviste(1)
- Betty Williams, attivista britannica (Belfast, n. 1943 - Belfast, † 2020)

## Attivisti(1)
- Howard Williams, attivista e saggista inglese (n. 1837 - † 1931)

## Attori pornografici(1)
- Parker Williams, ex attore pornografico statunitense (Michigan, n. 1968)

## Attori teatrali(1)
- Emlyn Williams, attore teatrale e drammaturgo inglese (Mostyn, n. 1905 - Londra, † 1987)

## Attrici(34)
- Myrna Loy, attrice statunitense (Helena, n. 1905 - New York, † 1993)
- Sonja Sohn, attrice statunitense (Fort Benning, n. 1964)
- Cindy Williams, attrice statunitense (Los Angeles, n. 1947 - Los Angeles, † 2023)
- Allison Williams, attrice statunitense (New Canaan, n. 1988)
- Ashley Williams, attrice statunitense (n. 1978)
- Ashley C. Williams, attrice e cantante statunitense (Boston, n. 1984)
- Brooke Williams, attrice neozelandese (Christchurch, n. 1984)
- Cara Williams, attrice statunitense (New York, n. 1925 - Beverly Hills, † 2021)
- Caroline Williams, attrice statunitense (Rusk, n. 1957)
- Clara Williams, attrice statunitense (Seattle, n. 1888 - Los Angeles, † 1928)
- Cora Williams, attrice statunitense (Chelsea, n. 1870 - Los Angeles, † 1927)
- Edy Williams, attrice statunitense (Salt Lake City, n. 1942)
- Emma Williams, attrice e cantante britannica (Halifax, n. 1983)
- Genelle Williams, attrice canadese (Toronto, n. 1984)
- Grace Williams, attrice statunitense (New York, n. 1894 - New York, † 1987)
- Ida Williams, attrice statunitense
- Jessica Williams, attrice e comica statunitense (Los Angeles, n. 1989)
- Kathlyn Williams, attrice statunitense (Butte, n. 1879 - Hollywood, † 1960)
- Kelli Williams, attrice statunitense (Los Angeles, n. 1970)
- Kellie Shanygne Williams, attrice statunitense (Washington, n. 1976)
- Lia Williams, attrice e regista britannica (Birkenhead, n. 1964)
- Lori Williams, attrice cinematografica statunitense (Pittsburgh, n. 1946)
- JoBeth Williams, attrice, regista e produttrice cinematografica statunitense (Houston, n. 1948)
- Maisie Williams, attrice britannica (Bristol, n. 1997)
- Michelle Williams, attrice statunitense (Kalispell, n. 1980)
- Olivia Williams, attrice britannica (Londra, n. 1968)
- Rhoda Williams, attrice e doppiatrice statunitense (Denver, n. 1930 - Eugene, † 2006)
- Rose Williams, attrice britannica (Ealing, n. 1994)
- Siobhan Williams, attrice e cantante canadese (Cambridge, n. 1992)
- Sylvia Kuumba Williams, attrice e cantante statunitense (New York, n. 1941 - New Orleans, † 2001)
- Vanessa L. Williams, attrice, cantante e ex modella statunitense (Tarrytown, n. 1963)
- Vanessa A. Williams, attrice statunitense (Brooklyn, n. 1963)
- Virginia Williams, attrice statunitense (Memphis, n. 1978)
- Zelda Williams, attrice e regista statunitense (New York, n. 1989)

## Attrici pornografiche(2)
- Dee Williams, attrice pornografica statunitense (Dallas, n. 1977)
- Wendy Williams, ex attrice pornografica e regista statunitense (Pikeville, n. 1974)

## Autori di giochi(1)
- Skip Williams, autore di giochi statunitense (Lake Geneva)

## Autori di videogiochi(2)
- Bill Williams, autore di videogiochi e programmatore statunitense (Pontiac, n. 1960 - Rockport, † 1998)
- Ken Williams, autore di videogiochi statunitense (n. 1954)

## Autrici di videogiochi(1)
- Roberta Williams, autrice di videogiochi statunitense (Los Angeles, n. 1953)

## Aviatori(1)
- Thomas F. Williams, aviatore canadese (Ingersoll, n. 1885 - Woodstock, † 1985)

## Avvocati(1)
- Henry Sylvester Williams, avvocato, attivista e scrittore trinidadiano (Arouca, n. 1869 - † 1911)

## Bassi(1)
- Daniel Lewis Williams, basso statunitense (Billings, n. 1950 - † 2023)

## Bassisti(2)
- Buster Williams, bassista e compositore statunitense (Camden, n. 1942)
- Cliff Williams, bassista inglese (Romford, n. 1949)

## Batteristi(5)
- Terry Williams, batterista britannico (Swansea, n. 1948)
- Christopher Williams, batterista britannico (Manchester, n. 1980)
- Steve Williams, batterista statunitense (Rochester, n. 1956)
- Tony Williams, batterista statunitense (Chicago, n. 1945 - San Francisco, † 1997)
- Van Williams, batterista statunitense (New York, n. 1966)

## Biologi(1)
- George Christopher Williams, biologo statunitense (n. 1926 - † 2010)

## Calciatrici(3)
- Lydia Williams, calciatrice australiana (Katanning, n. 1988)
- Lynn Williams, calciatrice statunitense (Fresno, n. 1993)
- Paige Williams, ex calciatrice inglese (Liverpool, n. 1995)

## Canottiere(1)
- Kerri Williams, canottiera neozelandese (Raetihi, n. 1993)

## Canottieri(3)
- Barney Williams, ex canottiere canadese (San Martín de los Andes, n. 1977)
- Edward Williams, canottiere britannico (Honiton, n. 1888 - Béthune, † 1915)
- Steve Williams, canottiere britannico (Leamington Spa, n. 1976)

## Cantanti(14)
- Crystal Kay, cantante giapponese (Yokohama, n. 1986)
- Alyson Williams, cantante statunitense (New York, n. 1962)
- Dave Williams, cantante statunitense (White Plains, n. 1972 - Manassas, † 2002)
- Emily Williams, cantante neozelandese (Auckland, n. 1984)
- Andy Williams, cantante, attore e showman statunitense (Wall Lake, n. 1927 - Branson, † 2012)
- Joe Williams, cantante statunitense (Cordele, n. 1918 - Las Vegas, † 1999)
- Joseph Williams, cantante e tastierista statunitense (Santa Monica, n. 1960)
- Kiely Williams, cantante e attrice statunitense (Alexandria, n. 1986)
- Larry Williams, cantante, compositore e pianista statunitense (New Orleans, n. 1935 - Los Angeles, † 1980)
- Lenny Williams, cantante statunitense (Little Rock, n. 1945)
- Maizie Williams, cantante e modella britannica (Montserrat, n. 1951)
- Marlon Williams, cantante neozelandese (Christchurch, n. 1990)
- Tony Williams, cantante statunitense (Elizabeth, n. 1928 - New York, † 1992)
- Wendy O. Williams, cantante statunitense (Rochester, n. 1949 - Storrs, † 1998)

## Cantautori(6)
- Don Williams, cantautore statunitense (Floydada, n. 1939 - Mobile, † 2017)
- Hank Williams Jr., cantautore e musicista statunitense (Shreveport, n. 1949)
- Hank Williams, cantautore statunitense (Mount Olive, n. 1923 - Oak Hill, † 1953)
- Pharrell Williams, cantautore, musicista e produttore discografico statunitense (Virginia Beach, n. 1973)
- Robbie Williams, cantautore e showman britannico (Stoke-on-Trent, n. 1974)
- Mark Wills, cantautore statunitense (Cleveland, n. 1973)

## Cantautrici(9)
- Dar Williams, cantautrice statunitense (Mount Kisco, n. 1967)
- Hayley Williams, cantautrice, musicista e imprenditrice statunitense (Meridian, n. 1988)
- Holly Williams, cantautrice e musicista statunitense (Cullman, n. 1981)
- Joy Williams, cantautrice statunitense (West Branch, n. 1982)
- Deniece Williams, cantautrice e produttrice discografica statunitense (Gary, n. 1950)
- Kathryn Williams, cantautrice britannica (Liverpool, n. 1974)
- Lucinda Williams, cantautrice statunitense (Lake Charles, n. 1953)
- Michelle Williams, cantautrice, attrice e personaggio televisivo statunitense (Rockford, n. 1980)
- Tessa Violet, cantautrice, attrice e regista statunitense (Chicago, n. 1990)

## Cardinali(1)
- Thomas Stafford Williams, cardinale e arcivescovo cattolico neozelandese (Wellington, n. 1930 - Waikanae, † 2023)

## Cardiochirurghi(1)
- Daniel Hale Williams, cardiochirurgo statunitense (Hollidaysburg, n. 1856 - Idlewild, † 1931)

## Cestiste(29)
- Glenys Bauer, ex cestista australiana (Adelaide, n. 1946)
- Kathy Shields, ex cestista e allenatrice di pallacanestro canadese (West Vancouver, n. 1951)
- Kim Williams, ex cestista statunitense (Chicago, n. 1974)
- Lori Williams, cestista statunitense (Oskaloosa, n. 1942 - † 2022)
- Tamika Williams, ex cestista e allenatrice di pallacanestro statunitense (Dayton, n. 1980)
- Adrian Williams-Strong, ex cestista statunitense (Fresno, n. 1977)
- Angelina Williams, ex cestista statunitense (Chicago, n. 1983)
- Beverly Williams, ex cestista statunitense (Austin, n. 1965)
- Brooque Williams, cestista statunitense (Pittsburgh, n. 1989)
- Courtney Williams, cestista statunitense (Folkston, n. 1994)
- Debra Williams, ex cestista statunitense (Chicago, n. 1972)
- Elizabeth Williams, cestista statunitense (Colchester, n. 1993)
- Gabby Williams, cestista statunitense (Sparks, n. 1996)
- Janet Williams, ex cestista australiana (Sydney, n. 1953)
- Kamiko Williams, ex cestista e allenatrice di pallacanestro statunitense (Fayetteville, n. 1991)
- Kiana Williams, cestista statunitense (San Antonio, n. 1999)
- LaDazhia Williams, cestista statunitense (Bradenton, n. 1998)
- Lenae Williams, ex cestista statunitense (Chicago, n. 1979)
- Madi Williams, cestista statunitense (Fort Worth, n. 1999)
- Mary Williams, cestista statunitense (n. 1950 - Lake Jackson, † 2025)
- Natalie Williams, ex cestista, ex pallavolista e dirigente sportivo statunitense (Long Beach, n. 1970)
- Peyton Williams, cestista statunitense (Topeka, n. 1998)
- Riquna Williams, cestista statunitense (Pahokee, n. 1990)
- Rita Williams, ex cestista statunitense (Norwalk, n. 1976)
- Ronni Williams, ex cestista statunitense (Daytona Beach, n. 1995)
- Shaquala Williams, ex cestista e allenatrice di pallacanestro statunitense (Portland, n. 1980)
- Sherise Williams, cestista statunitense (n. 1993)
- Tara Williams, ex cestista statunitense (Homerville, n. 1974)
- Toccara Williams, ex cestista statunitense (Hollywood, n. 1982)

## Chitarristi(4)
- John Williams, chitarrista e compositore australiano (Melbourne, n. 1941)
- Big Joe Williams, chitarrista e cantante statunitense (Crawford, n. 1903 - Macon, † 1982)
- Mason Williams, chitarrista e compositore statunitense (Abilene, n. 1938)
- Rich Williams, chitarrista statunitense (Topeka, n. 1950)

## Cicliste su strada(1)
- Lily Williams, ciclista su strada, pistard e ciclocrossista statunitense (Tallahassee, n. 1994)

## Ciclisti su strada(1)
- Stephen Williams, ciclista su strada britannico (Aberystwyth, n. 1996)

## Compositori(8)
- Lustmord, compositore e musicista britannico (n. 1964)
- Harry Williams, compositore, regista e attore statunitense (Faribault, n. 1879 - Oakland, † 1922)
- Henry F. Williams, compositore, musicista e docente statunitense (Boston, n. 1813 - Boston)
- Jim Williams, compositore e chitarrista britannico
- John Williams, compositore, arrangiatore e direttore d'orchestra statunitense (Floral Park, n. 1932)
- Michael Glenn Williams, compositore, pianista e ingegnere elettrotecnico statunitense (Lancaster, n. 1957)
- Patrick Williams, compositore, arrangiatore e direttore d'orchestra statunitense (Bonne Terre, n. 1939 - Santa Monica, † 2018)
- Spencer Williams, compositore, pianista e cantante statunitense (New Orleans, n. 1889 - Flushing, † 1965)

## Compositrici(1)
- Grace Mary Williams, compositrice gallese (Barry, n. 1906 - † 1977)

## Conduttrici televisive(1)
- Wendy Williams, conduttrice televisiva, conduttrice radiofonica e imprenditrice statunitense (Asbury Park, n. 1964)

## Criminali(2)
- Stanley Williams, criminale, attivista e scrittore statunitense (Shreveport, n. 1953 - San Quintino, † 2005)
- Wayne Williams, criminale statunitense (Atlanta, n. 1958)

## Designer(1)
- Willie Williams, designer britannico (Newcastle upon Tyne, n. 1959)

## Diplomatiche(1)
- Bisa Williams, diplomatica statunitense (Trenton, n. 1954)

## Direttori artistici(1)
- Sister Roma, direttore artistico statunitense (Michigan, n. 1962)

## Direttori d'orchestra(1)
- John McLaughlin Williams, direttore d'orchestra e violinista statunitense (Carolina del Nord, n. 1957)

## Direttori della fotografia(2)
- Billy Williams, direttore della fotografia britannico (Walthamstow, n. 1929 - † 2025)
- Sean Price Williams, direttore della fotografia statunitense (Wilmington, n. 1977)

## Dirigenti sportive(1)
- Georgia Williams, dirigente sportiva, ex ciclista su strada e pistard neozelandese (Takapuna, n. 1993)

## Disc jockey(1)
- Roc Raida, disc jockey e beatmaker statunitense (New York, n. 1972 - New York, † 2009)

## Doppiatrici(1)
- Kerry Williams, doppiatrice statunitense (n. 1972)

## Drammaturghe(2)
- Ifa Bayeza, drammaturga, produttrice teatrale e direttrice artistica statunitense (Trenton, n. 1958)
- Ntozake Shange, drammaturga e poetessa statunitense (Trenton, n. 1948 - Bowie, † 2018)

## Drammaturghi(1)
- Tennessee Williams, drammaturgo, scrittore e sceneggiatore statunitense (Columbus, n. 1911 - New York, † 1983)

## Editrici(1)
- Lorraine Dille Williams, editrice statunitense (n. 1949)

## Esploratori(1)
- William "Old Bill" Williams, esploratore statunitense (contea di Polk, n. 1787 - Colorado, † 1849)

## Filologi(1)
- Gordon Williams, filologo classico irlandese (Dublino, n. 1926 - New Haven, † 2010)

## Filosofi(1)
- Bernard Williams, filosofo britannico (Westcliff-on-Sea, n. 1929 - Roma, † 2003)

## Generali(1)
- William Fenwick Williams, generale e politico inglese (Annapolis Royal, n. 1800 - Londra, † 1883)

## Ginnaste(1)
- Kayla Williams, ginnasta statunitense (Nitro, n. 1993)

## Giocatori di baseball(1)
- Ted Williams, giocatore di baseball e allenatore di baseball statunitense (San Diego, n. 1918 - Inverness, † 2002)

## Giocatori di poker(2)
- David Williams, giocatore di poker statunitense (Arlington, n. 1980)
- Jeff Williams, giocatore di poker statunitense (Dunwoody, n. 1986)

## Giocatori di snooker(3)
- Rex Williams, giocatore di snooker inglese (Halesowen, n. 1933)
- Mark Williams, giocatore di snooker gallese (Ebbw Vale, n. 1975)
- Robbie Williams, giocatore di snooker inglese (Wallasey, n. 1986)

## Giornalisti(2)
- Bleddyn Williams, giornalista, dirigente sportivo e rugbista a 15 britannico (Taff’s Well, n. 1923 - Cardiff, † 2009)
- Harold Williams, giornalista e linguista neozelandese (Auckland, n. 1876 - Londra, † 1928)

## Hockeisti su ghiaccio(3)
- Gord Williams, ex hockeista su ghiaccio canadese (Saskatoon, n. 1960)
- Jason Williams, ex hockeista su ghiaccio canadese (London, n. 1980)
- Justin Williams, hockeista su ghiaccio canadese (Cobourg, n. 1981)

## Imprenditori(2)
- Frank Williams, imprenditore e dirigente sportivo britannico (South Shields, n. 1942 - Londra, † 2021)
- Leonard Williams, imprenditore britannico (Ealing, n. 1919 - † 2007)

## Imprenditrici(1)
- Claire Williams, imprenditrice britannica (Windsor, n. 1976)

## Informatici(1)
- Lance Williams, informatico, grafico e animatore statunitense (n. 1949 - † 2017)

## Ingegneri(1)
- Frederic Calland Williams, ingegnere inglese (Stockport, n. 1911 - Manchester, † 1977)

## Insegnanti(3)
- Fannie Barrier Williams, insegnante e musicista statunitense (Brockport, n. 1855 - Brockport, † 1944)
- Jody Williams, insegnante e attivista statunitense (Rutland, n. 1950)
- Nicholas Williams, docente, linguista e letterato britannico (Walthamstow, n. 1942)

## Lottatori(1)
- Shaun Williams, lottatore sudafricano (Pretoria, n. 1976)

## Lunghiste(1)
- Yvette Williams, lunghista, discobola e pesista neozelandese (Dunedin, n. 1929 - Auckland, † 2019)

## Lunghisti(1)
- Randy Williams, ex lunghista statunitense (Fresno, n. 1953)

## Mafiosi(1)
- Carl Williams, mafioso australiano (Melbourne, n. 1970 - Lara, † 2010)

## Matematici(1)
- David Williams, matematico gallese (Gorseinon, n. 1938)

## Militari(3)
- John Williams, militare britannico (Abergavenny, n. 1857 - Llantarnam, † 1932)
- William Charles Williams, militare britannico (Stanton Lacy, n. 1880 - Scapa Flow, † 1915)
- William Williams, militare britannico (Amlwch, n. 1890 - Holyhead, † 1965)

## Missionari(1)
- John Williams, missionario inglese (Londra, n. 1796 - Erromango, † 1839)

## Modelle(1)
- Jeneil Williams, modella giamaicana (Kingston, n. 1990)

## Modelli(1)
- Tamati Williams, modello e ex calciatore neozelandese (Dunedin, n. 1984)

## Montatori(1)
- Elmo Williams, montatore, produttore cinematografico e regista statunitense (Lone Wolf, n. 1913 - Brookings, † 2015)

## Multipliste(1)
- Kendell Williams, multiplista e ostacolista statunitense (Arlington, n. 1995)

## Musicisti(4)
- Clarence Williams, musicista e compositore statunitense (Plaquemine, n. 1898 - New York, † 1965)
- Ian Williams, musicista, compositore e cantante statunitense (Johnstown, n. 1970)
- Prince Far I, musicista giamaicano (Spanish Town, n. 1945 - Kingston, † 1983)
- Robert Pete Williams, musicista statunitense (Zachary, n. 1914 - Rosedale, † 1980)

## Nuotatori(2)
- Brodie Williams, nuotatore britannico (Street, n. 1999)
- Gardner Williams, nuotatore statunitense (Jamaica Plain, n. 1877 - San Diego, † 1933)

## Nuotatrici(2)
- Esther Williams, nuotatrice e attrice statunitense (Inglewood, n. 1921 - Beverly Hills, † 2013)
- Michelle Williams, nuotatrice canadese (Pretoria, n. 1991)

## Ostacoliste(1)
- Danielle Williams, ostacolista giamaicana (Saint Andrew, n. 1992)

## Ostacolisti(1)
- Rhys Williams, ostacolista britannico (Bridgend, n. 1984)

## Pallavoliste(3)
- Ariana Williams, pallavolista statunitense (Riverside, n. 1992)
- Sherri Williams, pallavolista statunitense (Orlando, n. 1982)
- Stephanie Williams, pallavolista statunitense (Eastlake, n. 1997)

## Pattinatori artistici su ghiaccio(1)
- Basil Williams, pattinatore artistico su ghiaccio britannico (Buenos Aires, n. 1891 - † 1951)

## Pedagogisti(1)
- George Williams, pedagogo britannico (Dulverton, n. 1821 - Londra, † 1905)

## Pianiste(1)
- Mary Lou Williams, pianista, arrangiatrice e compositrice statunitense (Atlanta, n. 1910 - Durham, † 1981)

## Piloti automobilistici(2)
- Calan Williams, pilota automobilistico australiano (Perth, n. 2000)
- Jonathan Williams, pilota automobilistico britannico (Il Cairo, n. 1942 - Benalmádena, † 2014)

## Piloti motociclistici(2)
- Charlie Williams, pilota motociclistico britannico (Kelsall, n. 1950)
- John Williams, pilota motociclistico britannico (n. 1946 - Dundrod, † 1978)

## Pittori(1)
- Robert Williams, pittore statunitense (Los Angeles, n. 1943)

## Poetesse(1)
- Anna Williams, poetessa gallese (n. 1706 - † 1783)

## Poeti(5)
- C. K. Williams, poeta, critico letterario e traduttore statunitense (Newark, n. 1936 - Hopewell, † 2015)
- Emmett Williams, poeta e artista statunitense (Greenville, n. 1925 - Berlino, † 2007)
- Heathcote Williams, poeta, attore e commediografo britannico (Helsby, n. 1941 - Oxford, † 2017)
- Waldo Williams, poeta britannico (Haverfordwest, n. 1904 - Haverfordwest, † 1971)
- William Carlos Williams, poeta, scrittore e medico statunitense (Rutherford, n. 1883 - Rutherford, † 1963)

## Politiche(1)
- Nikema Williams, politica statunitense (Smiths Station, n. 1978)

## Politici(13)
- Abi Williams, politico gallese († 1963)
- Anthony Williams, politico statunitense (Los Angeles, n. 1951)
- Brandon Williams, politico statunitense (Dallas, n. 1967)
- Daniel Williams, politico grenadino (Parrocchia di Saint David, n. 1935 - Saint George's, † 2024)
- Eliud Williams, politico dominicense (n. 1948)
- Eric Williams, politico, storico e economista trinidadiano (Port of Spain, n. 1911 - Port of Spain, † 1981)
- George Henry Williams, politico statunitense (New Lebanon, n. 1823 - Portland, † 1910)
- George Washington Williams, politico, giornalista e avvocato statunitense (Bedford, n. 1849 - Blackpool, † 1891)
- Jack Richard Williams, politico statunitense (Los Angeles, n. 1909 - Phoenix, † 1998)
- Joe Williams, politico e medico cookese (Aitutaki, n. 1934 - Auckland, † 2020)
- John Patrick Williams, politico statunitense (Helena, n. 1937 - Missoula, † 2025)
- Rodney Williams, politico antiguo-barbudano (Swetes, n. 1947)
- Roger Williams, politico statunitense (Evanston, n. 1949)

## Produttori discografici(2)
- Larry Williams, produttore discografico, compositore e musicista statunitense
- Pip Williams, produttore discografico, arrangiatore e chitarrista britannico (Glasgow, n. 1947)

## Produttrici televisive(1)
- Lona Williams, produttrice televisiva, scrittrice e attrice statunitense (Rosemount, n. 1966)

## Pugili(7)
- George Godfrey, pugile statunitense (Mobile, n. 1897 - † 1947)
- Carl Williams, pugile statunitense (Belle Glade, n. 1959 - † 2013)
- Cleveland Williams, pugile statunitense (Griffin, n. 1933 - Houston, † 1999)
- Danny Williams, pugile inglese (Brixton, n. 1973)
- Holman Williams, pugile statunitense (Pensacola, n. 1912 - † 1967)
- Ike Williams, pugile statunitense (Brunswick, n. 1923 - † 1994)
- Paul Williams, ex pugile statunitense (Aiken, n. 1981)

## Rapper(12)
- Keak da Sneak, rapper statunitense (Oakland, n. 1977)
- Meek Mill, rapper, cantautore e attivista statunitense (Filadelfia, n. 1987)
- Spider Loc, rapper e attore statunitense (Compton, n. 1979)
- Birdman, rapper, produttore discografico e imprenditore statunitense (New Orleans, n. 1969)
- Canibus, rapper statunitense (Kingston, n. 1974)
- Young Thug, rapper statunitense (Atlanta, n. 1991)
- Trinidad James, rapper trinidadiano (Port of Spain, n. 1987)
- YK Osiris, rapper e cantante statunitense (Jacksonville, n. 1998)
- Saul Williams, rapper, poeta e attore statunitense (Newburgh, n. 1972)
- Iamsu!, rapper e produttore discografico statunitense (Richmond, n. 1989)
- Maestro, rapper e attore canadese (Toronto, n. 1968)
- Young Lay, rapper statunitense (Vallejo, n. 1975)

## Registi(5)
- C.J. Williams, regista, attore e sceneggiatore statunitense (New York, n. 1859 - New York, † 1945)
- Chris Williams, regista, sceneggiatore e doppiatore statunitense (Missouri, n. 1968)
- Hype Williams, regista statunitense (Queens, n. 1970)
- Stephen Williams, regista, produttore cinematografico e sceneggiatore canadese (n. 1978)
- Tod Williams, regista, produttore cinematografico e sceneggiatore statunitense (New York, n. 1968)

## Registi teatrali(1)
- Clifford Williams, regista teatrale e attore teatrale britannico (Cardiff, n. 1926 - Londra, † 2005)

## Rugbiste a 15(1)
- Amy Williams, rugbista a 15 e allenatrice di rugby a 15 neozelandese (Hastings, n. 1986)

## Rugbisti a 13(2)
- Sonny Bill Williams, rugbista a 13, rugbista a 15 e pugile neozelandese (Auckland, n. 1985)
- Peter Williams, rugbista a 13 e rugbista a 15 britannico (Wigan, n. 1958)

## Rugbisti a 15(21)
- Scott Williams, rugbista a 15 britannico (Carmarthen, n. 1990)
- Ali Williams, ex rugbista a 15 neozelandese (Auckland, n. 1981)
- Avril Williams, ex rugbista a 15 sudafricano (Paarl, n. 1961)
- Barry Williams, rugbista a 15 e allenatore di rugby a 15 britannico (Carmarthen, n. 1974)
- Brendan Williams, ex rugbista a 15 australiano (Urberville, n. 1978)
- Bryan Williams, ex rugbista a 15, allenatore di rugby a 15 e dirigente sportivo neozelandese (Auckland, n. 1950)
- Chester Williams, rugbista a 15 e allenatore di rugby a 15 sudafricano (Paarl, n. 1970 - Città del Capo, † 2019)
- Clive Williams, rugbista a 15 britannico (Porthcawl, n. 1947)
- David Williams, ex rugbista a 15 e allenatore di rugby a 15 gallese (Trethomas, n. 1939)
- Federico Williams, ex rugbista a 15 argentino (San Miguel de Tucumán, n. 1966)
- J. P. R. Williams, rugbista a 15, tennista e chirurgo britannico (Bridgend, n. 1949 - Cardiff, † 2024)
- Jim Williams, ex rugbista a 15 e allenatore di rugby a 15 australiano (Young, n. 1968)
- J.J. Williams, rugbista a 15 gallese (Nantyffyllon, n. 1948 - † 2020)
- Liam Williams, rugbista a 15 britannico (Swansea, n. 1991)
- Martyn Williams, rugbista a 15 gallese (Pontypridd, n. 1975)
- Morgan Williams, ex rugbista a 15 e allenatore di rugby a 15 canadese (Kingston, n. 1976)
- Nick Williams, ex rugbista a 15 neozelandese (Auckland, n. 1983)
- Paul Williams, ex rugbista a 15 e arbitro di rugby a 15 neozelandese (Waverley, n. 1985)
- Robin Williams, rugbista a 15 gallese (Pontypool, n. 1950 - † 2018)
- Shane Williams, rugbista a 15 e giornalista britannico (Swansea, n. 1977)
- Tomos Williams, rugbista a 15 britannico (Treorchy, n. 1995)

## Sassofonisti(1)
- Mars Williams, sassofonista, clarinettista e musicista statunitense (Elmhurst, n. 1955 - † 2023)

## Scacchisti(1)
- Elijah Williams, scacchista britannico (Bristol, n. 1809 - Londra, † 1854)

## Schermidori(1)
- James Williams, schermidore statunitense (Sacramento, n. 1985)

## Sciatori alpini(2)
- Alex Williams, ex sciatore alpino statunitense (Rochester, n. 1963)
- Dana Williams, ex sciatore alpino canadese (n. 1975)

## Scrittori(13)
- Ben Ames Williams, romanziere statunitense (Macon, n. 1889 - Brookline, † 1953)
- Charles Williams, scrittore e poeta inglese (Londra, n. 1886 - Oxford, † 1945)
- Charles Williams, scrittore statunitense (San Angelo, n. 1909 - Los Angeles, † 1975)
- Charlie Williams, scrittore inglese (Worcester, n. 1971)
- John Edward Williams, romanziere e poeta statunitense (Clarksville, n. 1922 - Fayetteville, † 1994)
- Nigel Williams, romanziere, sceneggiatore e drammaturgo britannico (Cheadle, n. 1948)
- Raymond Williams, scrittore e sociologo gallese (Llanfihangel Crucorney, n. 1921 - Saffron Walden, † 1988)
- Robert Moore Williams, scrittore e autore di fantascienza statunitense (Farmington, n. 1907 - † 1977)
- Tad Williams, scrittore statunitense (San Jose, n. 1957)
- Sean Williams, scrittore e giornalista australiano (Whyalla, n. 1967)
- Thomas Williams, scrittore statunitense (Duluth, n. 1926 - Dover, † 1990)
- Timothy Williams, scrittore britannico (Walthamstow, n. 1946)
- Walter Jon Williams, scrittore statunitense (Duluth, n. 1953)

## Scrittrici(4)
- Donna Williams, scrittrice, cantautrice e sceneggiatrice australiana (Melbourne, n. 1963 - † 2017)
- Eley Williams, scrittrice britannica
- Joy Williams, scrittrice statunitense (Chelmsford, n. 1944)
- Liz Williams, scrittrice britannica (Gloucester, n. 1965)

## Skeletoniste(1)
- Amy Williams, ex skeletonista e copilota di rally britannica (Cambridge, n. 1982)

## Snowboarder(1)
- Steven Williams, snowboarder argentino (San Martín de los Andes, n. 1988)

## Soprani(1)
- Camilla Ella Williams, soprano statunitense (Danville, n. 1919 - Bloomington, † 2012)

## Storici delle religioni(1)
- Paul Williams, storico delle religioni britannico (n. 1950)

## Supercentenarie(1)
- Anna Eliza Williams, supercentenaria britannica (Shropshire, n. 1873 - Swansea, † 1987)

## Taekwondoka(1)
- Lauren Williams, taekwondoka britannica (Blackwood, n. 1999)

## Tastieristi(2)
- Milan Williams, tastierista statunitense (Okolona, n. 1948 - Houston, † 2006)
- Steve Williams, tastierista e compositore britannico (St Asaph, n. 1971)

## Tenniste(2)
- Venus Williams, tennista statunitense (Lynwood, n. 1980)
- Serena Williams, ex tennista statunitense (Saginaw, n. 1981)

## Tennisti(1)
- Teddy Williams, tennista britannico (Bushey, n. 1866 - Johannesburg, † 1911)

## Teologi(1)
- Roger Williams, teologo inglese (Londra, n. 1603 - Providence, † 1684)

## Triatlete(1)
- Susan Williams, ex triatleta statunitense (Long Beach, n. 1969)

## Tripliste(1)
- Kimberly Williams, triplista giamaicana (Saint Thomas, n. 1988)

## Triplisti(1)
- Ben Williams, triplista britannico (Stoke-on-Trent, n. 1992)

## Trombettisti(1)
- Cootie Williams, trombettista e cantante statunitense (Mobile, n. 1911 - New York, † 1985)

## Tuffatori(1)
- Noah Williams, tuffatore britannico (Camden Town, n. 2000)

## Velociste(13)
- Sonia Williams, velocista antiguo-barbudana (Saint John's, n. 1979)
- Angela Williams, velocista statunitense (Bellflower, n. 1980)
- Bianca Williams, velocista britannica (n. 1993)
- Briana Williams, velocista giamaicana (Coral Springs, n. 2002)
- ChaRonda Williams, velocista statunitense (Richmond, n. 1987)
- Christania Williams, velocista giamaicana (Saint Mary, n. 1994)
- Diane Williams, ex velocista statunitense (Chicago, n. 1960)
- Jodie Williams, ex velocista britannica (Welwyn Garden City, n. 1993)
- Lauryn Williams, velocista e bobbista statunitense (Rochester, n. 1983)
- Monique Williams, ex velocista neozelandese (Tokoroa, n. 1985)
- Sada Williams, velocista barbadiana (Bridgetown, n. 1997)
- Shericka Williams, velocista giamaicana (Saint Elizabeth, n. 1985)
- Tameka Williams, velocista nevisiana (Basseterre, n. 1989)

## Velocisti(9)
- Archie Williams, velocista statunitense (Oakland, n. 1915 - Fairfax, † 1993)
- Percy Williams, velocista canadese (Vancouver, n. 1908 - Vancouver, † 1982)
- Andrae Williams, velocista bahamense (Freeport, n. 1983)
- Christopher Williams, ex velocista giamaicano (Mandeville, n. 1972)
- Conrad Williams, velocista britannico (Kingston, n. 1982)
- Delano Williams, velocista britannico (n. 1993)
- Jeff Williams, ex velocista statunitense (Los Angeles, n. 1965)
- Steve Williams, ex velocista statunitense (New York, n. 1953)
- Ulis Williams, ex velocista statunitense (Hollandale, n. 1941)

## Vescovi cattolici(3)
- Alan Stephen Williams, vescovo cattolico britannico (Oldham, n. 1951)
- James Kendrick Williams, vescovo cattolico statunitense (Athertonville, n. 1936)
- Joseph Andrew Williams, vescovo cattolico statunitense (Minneapolis, n. 1974)

## Wrestler(7)
- Jimmy Garvin, ex wrestler statunitense (Tampa, n. 1952)
- Gary Hart, wrestler statunitense (Chicago, n. 1942 - Euless, † 2008)
- Angelina Love, wrestler canadese (Toronto, n. 1981)
- Ian Rotten, wrestler statunitense (Baltimora, n. 1970)
- Brennan Williams, wrestler e ex giocatore di football americano statunitense (North Easton, n. 1991)
- Petey Williams, ex wrestler canadese (Windsor, n. 1982)
- Steve Williams, wrestler e giocatore di football americano statunitense (Lakewood, n. 1960 - Denver, † 2009)

## Senza attività specificata(4)
- Guy Williams, effettista statunitense (Greenwood)
- John Williams, ex arciere statunitense (Cranesville, n. 1953)
- Joss Williams, effettista britannico (Taplow, n. 1960 - † 2020)
- McRae Williams, ex sciatore freestyle statunitense (Park City, n. 1990)